# John Armstrong (Grenzsiedler)
John Armstrong (* 20. April 1755 in Province of New Jersey; † 4. Februar 1816 im Clark County, Indiana-Territorium) war ein US-amerikanischer Offizier, Jurist und Politiker.

## Werdegang
John Armstrong wurde während der Regierungszeit von Georg III. in den Dreizehn Kolonien geboren und wuchs dort auf. Während des Unabhängigkeitskrieges diente er als Offizier in der Kontinentalarmee und zwar im 3. und 12. Pennsylvania Regiment. Er ist nicht mit John Armstrong junior zu verwechseln, einem Pennsylvania-Offizier, welcher Kriegsminister wurde.
Armstrong trat 1784 in die US-Army ein und diente während des Little Turtle Krieges. 1790 sandte ihn General Josiah Harmar auf eine Expedition in das Nordwestterritorium. Im selben Jahr führte er dann eine Abteilung von Berufssoldaten, begleitet von der Miliz von Kentucky unter Colonel John Hardin, auf eine Expedition zwecks Angriffs auf ein Indianerdorf am Eel River. Die Amerikaner gerieten in einen Hinterhalt, indessen die Miliz floh und Armstrong noch gerade mit dem Leben davonkam. Im März 1793 trat er aus der Armee aus.
Nach dem Ende des Krieges diente er von 1796 bis 1803 als Treasurer vom Nordwestterritorium. Er war Richter im Hamilton County (Ohio) und Magistrat in Columbia (Ohio). Seine letzten Jahre verbrachte er im Clark County (Indiana), wo er verstarb.